# Felip V de França
Felip V de França i II de Navarra el Llarg (en francés Philippe V de France, Philippe II de Navarre o Philippe V le Long), (1293 - Abadia de Longchamp, 3 de gener de 1322), fou comte de Borgonya (1315-1322); regent de França i Navarra (1316) i rei de França i Navarra (1316-1322).

## Orígens familiars
Va néixer el 1293 sent el quart fill del rei Felip IV de França i la reina Joana I de Navarra.
Era net per línia paterna del rei Felip III de França i la princesa Elisabet d'Hongria, i per línia materna d'Enric I de Navarra i Blanca d'Artois. Fou germà dels reis Lluís X i Carles IV.

## Núpcies i descendents
Es casà el gener de 1307 amb la comtessa Joana II de Borgonya, comtessa d'Artois i comtessa de Borgonya, filla d'Otó IV de Borgonya i Matilda d'Artois. D'aquesta unió van néixer:
- la princesa Joana III de Borgonya (1308-1347), comtessa de Borgonya, casada el 1318 amb Eudes IV de Borgonya, duc de Borgonya
- la princesa Margarida I de Borgonya (1309-1382), comtessa de Borgonya, casada el 1320 amb Lluís I de Flandes
- la princesa Isabel de França (1312-1348)
- la princesa Blanca de França (1314-1358), religiosa
- el príncep Felip de França (1316-1317)

## Ascens al tron
El 1316 a la mort del rei Lluís X de França, germà gran de Felip, es van produir greus disputes per la successió al tron. Lluís havia deixat una filla, Joana de Navarra, i un infant que encara no havia nascut. A l'espera de descobrir el sexe de l'infant, Felip V es va convertir en regent del regne durant els 5 mesos d'embaràs de la reina vídua.
Al néixer un infant mascle, Joan I de França, aquest fou proclamant immediatament rei i successor de Lluís X, amb el seu oncle Felip a la regència. Per desgràcia l'infant morí cinc dies després de néixer. Joana de Navarra reclamà els seus drets però la Llei Sàlica li impedia poder regnar a França, però no al Regne de Navarra, però les seves demandes no foren ateses i Felip V fou nomenat rei. Agnès de França i de Provença va considerar l'ascens al tron de Felip com una usurpació i va exigir una assemblea de parells, que Felip V va acceptar. Al febrer es va reunir una assemblea de prelats, senyors, burgesos de París i doctors de la universitat, coneguts com els Estats Generals de 1317. Felip V els va demanar que escrivissin un argument que justifiqués el seu dret al tron de França. Aquestes “declaracions generals” coincidien en declarar que “Les dones no triomfen al regne de França”, formalitzant la usurpació de Felip i la impossibilitat per a una dona de pujar al tron de França, principi vigent fins a la fi de la monarquia.
Felip V fou un governant enèrgic, decidit i intel·ligent. Així va lluitar per abolir els privilegis de la noblesa, acabant així progressivament amb el sistema feudal de l'època i aconseguint un poder reial centralitzat.
Durant el seu regant va promulgar, redactar i firmar gran quantitat d'ordenances, edictes i dispossicions reials. Va iniciar l'existència de la Cambra de Comptes, que permetria sanejar l'administració pública.
Va continuar la Guerra de Flandes, iniciada pel seu pare, i el 1320 va adquirir diversos territoris flamencs un cop finalitzada aquesta. Continuant la política del seu pare va imposar elevats impostos als jueus.
Va morir el 3 de gener de 1322 a la ciutat de Longchamps i fou enterrat a la Basílica de Saint-Denis. Per la mort dels seus fills mascles la corona passà al seu germà petit.